# Bipindi
Bipindi ist eine Gemeinde und kleine Ortschaft im Département Océan in der Region Süd in Kamerun.

## Geografie
In der Gemeinde liegt der Zusammenfluss von Tchangué (in der deutschen Kolonialzeit Tjange) und Moungué (in der deutschen Kolonialzeit Muke), die hier in den Lokundje münden. Das Dorf Bipindi liegt an der Provinzstraße P8, die die 67 Kilometer östlich gelegene Departementshauptstadt Kribi mit Lolodorf verbindet und weiter nach Yaoundé führt und schon zur deutschen Kolonialzeit über eine stabile Brücke verfügte. Die Flüsse sind durch zahlreiche Felsen nicht schiffbar.

## Geschichte

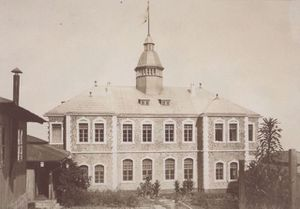
Palais Zenker nahe Bipindi. Aufnahme aus der deutschen Kolonialzeit.

Bipindi ist eine Siedlung der Ngumba. Im Februar 1896 siedelte sich der deutsche Botaniker Georg August Zenker hier an und gründete Kautschuk- und Kakaoplantagen. In der Nähe des Dorfes ließ er ein Palais (französisch: Palais de Zenker) errichten. Das Palais wurde eine Zeitlang touristisch vermarktet, ist heute aber offenbar verfallen.
Während der deutschen Kolonialzeit befanden sich in Bipindi neben einer Postagentur auch die Faktorei von Zenkers Plantagengesellschaft.
Der Ortsteil Bipindi entstand 1992 durch Teilung des Gemeindegebiets von Lolodorf, die Gemeinde wurde offiziell 1995 gegründet.

## Bevölkerung
Die Gemeinde hatte während der Volkszählung 2005 14.118 Einwohner, davon 861 im Ort Bipindi selbst.